# Szalagos bagoly
A szalagos bagoly (Strix varia) a madarak (Aves) osztályának a bagolyalakúak (Strigiformes) rendjéhez, ezen belül a bagolyfélék (Strigidae) családjához tartozó faj.

## Előfordulása
Kanadában, az Amerikai Egyesült Államokban,  a Sziklás-hegységtől keletre Mexikó középső részéig honos. Lombhullató erdők és fenyvesek lakója, kedveli a vizes térségeket, de a nyílt terepen is megtalálható.

## Alfajai
- Strix varia varia
- Strix varia georgica
- Strix varia helveola
- Strix varia sartorii

## Megjelenése
Testhossza 40–63 centiméter, szárnyfesztávolsága 96–125 centiméter, testtömege pedig 500–1050 gramm. Hátoldala pettyezett, szárnyai csíkosak.
|  |

## Életmódja
Nappal rejtőzködik, éjszaka vadászik. A közönséges rétipocok (Microtus pennsylvanicus) a fő zsákmánya, majd a cickányok és egerek következnek, de patkányokat, mókusokat, fiatal nyulakat, denevéreket, vakondokat, oposszumokat és menyétet is zsákmányol. Madarak közül harkályokat, fajdokat, fogasfürjeket, bozótszajkókat, vándorrigót és galambot zsákmányol. Eszik a kisebb halakat, teknősöket, békákat, kígyókat, gyíkokat, rákokat, skorpiókat, bogarakat, tücsköket és szöcskéket is.

## Szaporodása
Béleletlen faodvakban fészkel. Fészekalja 2-3 kerek fehér tojásból áll.

## Külső hivatkozások
- Képek az interneten a fajról
- Ibc.lynxeds.com - videók a fajról
- Xeno-canto.org - a faj hangja és elterjedési területe